# Чезаре Павезе
Чезаре Павезе (итал. Cesare Pavese; (9. септембар 1908 — 27. август 1950) био је италијански песник, романописац, књижевни критичар и преводилац. Сматра се једним од најзначајнијих италијанских писаца 20. века.

## Биографија
Рођен је у месту Санто Стефано Белбо, у провинцији Кунео, где су му родитељи сваке године проводили летње празнике. Живео је у Торину, где је на Универзитету студирао енглеску књижевност, а након тога живео од превођења дела енглеских и америчких аутора на италијански.
1930-их, Павезе је почео да се креће у антифашистичким круговима, због чега га је Мусолинијев режим прогнао у Јужну Италију 1935. године. Након године дана се вратио у Торино и почео да ради за издавачку кућу Еинауди. Након избијања Другог светског рата био је мобилизован у италијанску војску, али је због астме месеце провео у војној болници. Када су немачке снаге окупирале Торино 1943. године, већина његових пријатеља је побегла у шуму и прикључила се партизанима. Павезе се такође склонио из града, али није учествовао у борбама.
Након рата, Павезе се прикључио Комунистичкој партији Италије и радио за њено службено гласило Л'Унита. У исто време се појачала депресија, и раније присутна у његовим радовима, а поготово након што је америчка глумица Констенс Даулинг одбила његово удварање. Године 1950. је починио самоубиство превеликом дозом барбитурата у хотелској соби , у околностима идентичним онима какве је описао у свом делу Tra Donne Sole.

## Списак дела
- Lavorare stanca, песме 1936; проширено издање 1943.
- Paesi Tuoi, роман 1941.
- La Spiaggia, роман 1941.
- Feria d'agosto, 1946.
- Il Compagno, роман 1947.
- Dialoghi con Leucò , филозофски дијалози између грчких ликова, 1947.
- Prima che il gallo canti, две приповетке La casa in collina и Il carcere, 1949.
- La bella estate, три приповетке укључујући Tra donne sole, 1949.
- La luna e и falò, роман 1950.
- Verrà la morte ed avrà i tuoi occhi, песме 1951.
- Il mestiere dи vиvere: Diario 1935–1950, дневник, 1952.
- Saggi Letterari књижевни есеји
- Racconti - два тома новела
- Lettere 1926-1950 - два тома писама